# Ostseesturmhochwasser 1872

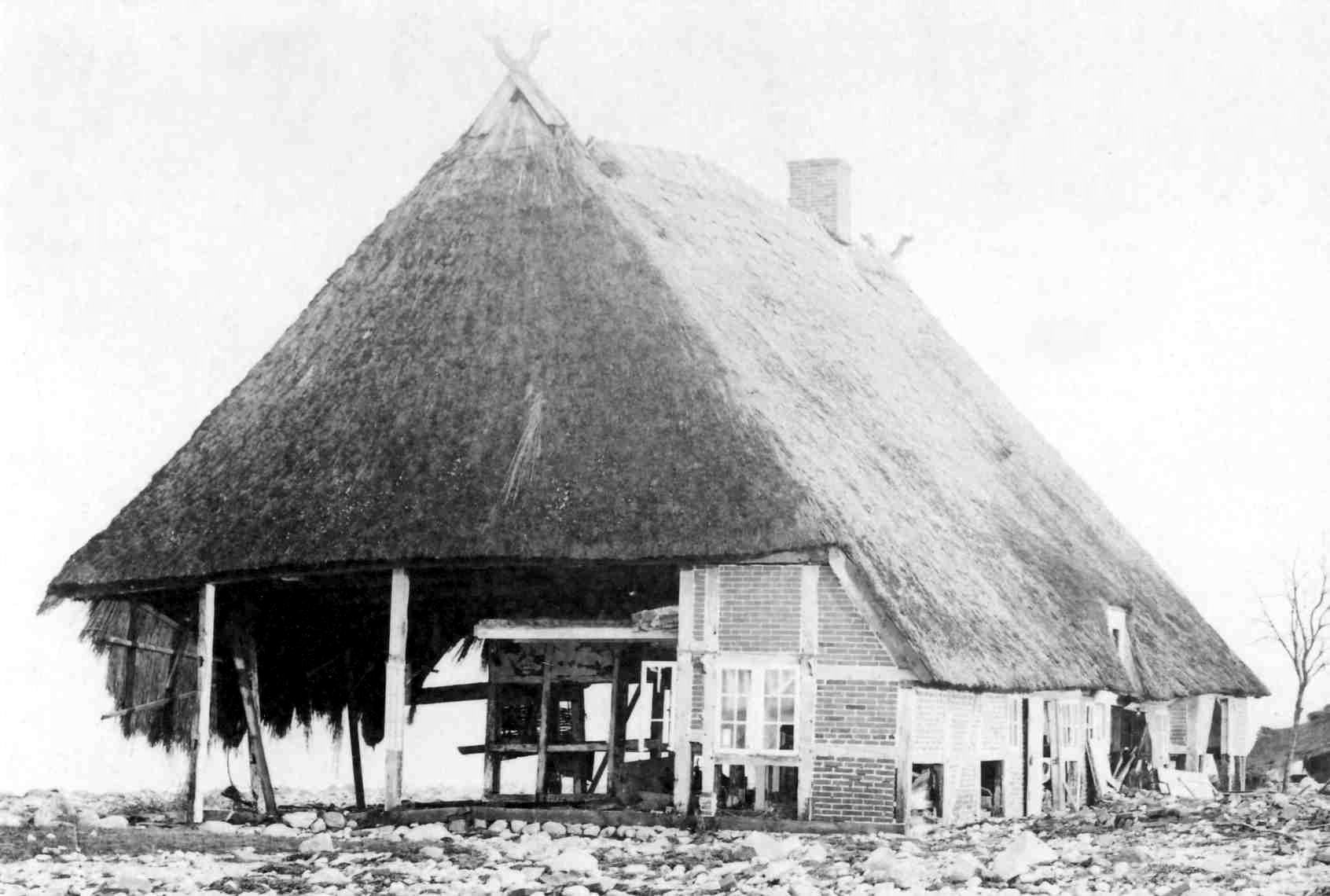
Zerstörtes Hallenhaus in Niendorf an der Ostsee nach dem Sturmhochwasser

Das Ostseesturmhochwasser 1872 ist das schwerste bekannte Ostseesturmhochwasser. Es suchte in der Nacht vom 12. auf den 13. November 1872 die Ostseeküste von Dänemark bis Pommern heim. Der höchste gemessene Scheitelwasserstand betrug etwa 3,3 m über Normalnull.

## Verlauf
Das Auffüllen des Ostseewassers durch langanhaltende westliche Winde vor dem Sturmhochwasser wird als wichtige Ursache für die extremen Wasserstände am 13. November angesehen. Vom 1. bis 10. November bestimmte über einen ungewöhnlich langen Zeitraum tiefer Luftdruck über dem Nordmeer und Skandinavien das Wetter mit vorwiegend westlichen bis südwestlichen, zeitweise stürmischen Winden. Während dieser Zeit wurde Wasser aus dem Kattegat in die Ostsee bis östlich von Arkona (Rügen) transportiert und erreichte am 9. November sein Maximum.
Der Sturm aus Südwest trieb das Wasser der Ostsee in Richtung Finnland und Baltikum. Wegen des Windstaus herrschte dort  Hochwasser und an den dänisch-deutschen Küsten extremes Niedrigwasser. Am 6./7. November sank an der Küste von Schleswig-Holstein und Mecklenburg der Wasserspiegel auf etwa 100 Zentimeter unter NN. Das Einströmen großer Wassermengen aus der Nordsee durch das Skagerrak in die westliche Ostsee wurde dadurch noch verstärkt.
Am 10. November ließ der Südwestwind plötzlich nach, bei Travemünde herrschte um 18 Uhr Windstille. Am nächsten Tag entwickelte sich ein stürmischer Nordostwind, der sich zu einem zweitägigen Orkan ausbildete und die Wassermassen zurück Richtung Südwesten trieb. Von Nordost nach Südwest hat die Ostsee mit rund 1000 Kilometern ihre größte Ausdehnung (Fetch), entsprechend große Wassermassen wurden in Bewegung gesetzt. In finnischen Hafenstädten fielen die Pegel auf 100 cm unter NN. Ein Abfluss der Wassermassen zur Nordsee – über das nach Norden ausgerichtete Kattegat – wurde durch den starken Nordostwind behindert. Die im Norden der Ostsee aufgestauten Wassermassen schwappten durch den starken Nordostwind zurück und führten an den Küsten der südlichen Ostsee zu unvorstellbaren Überschwemmungen, ein Vorgang, der auch als „Badewanneneffekt“ bezeichnet wird.
Am Morgen des 13. November 1872 überraschten hohe Wogen die Küstenbewohner von Dänemark, Schleswig-Holstein und Pommern und führten zu meterhohem Hochwasser in den Küstenorten. Die Scheitelwasserstände erreichten in Travemünde etwa 3,3 m, in Flensburg 3,27 m, in Kiel 3,17 m, vor Usedom und Rügen 2,0 m über NN. Spätere meteorologische Berechnungen ergaben Wellenhöhen von 5,5 Metern.

## Unmittelbare Auswirkungen
Das bisher schwerste überlieferte Sturmhochwasser der Ostsee traf die südwestliche Küste der Ostsee von Dänemark, Schleswig-Holstein bis Mecklenburg und Vorpommern. Bei eisigen Temperaturen knapp über dem Gefrierpunkt mit andauernden Schnee-, Schneeregen- und Hagelschauern kamen 271 Menschen um, Tausende Häuser und Hunderte Schiffe wurden zerstört, mehr als 10.000 Nutz- und Haustiere ertranken.

### Dänemark

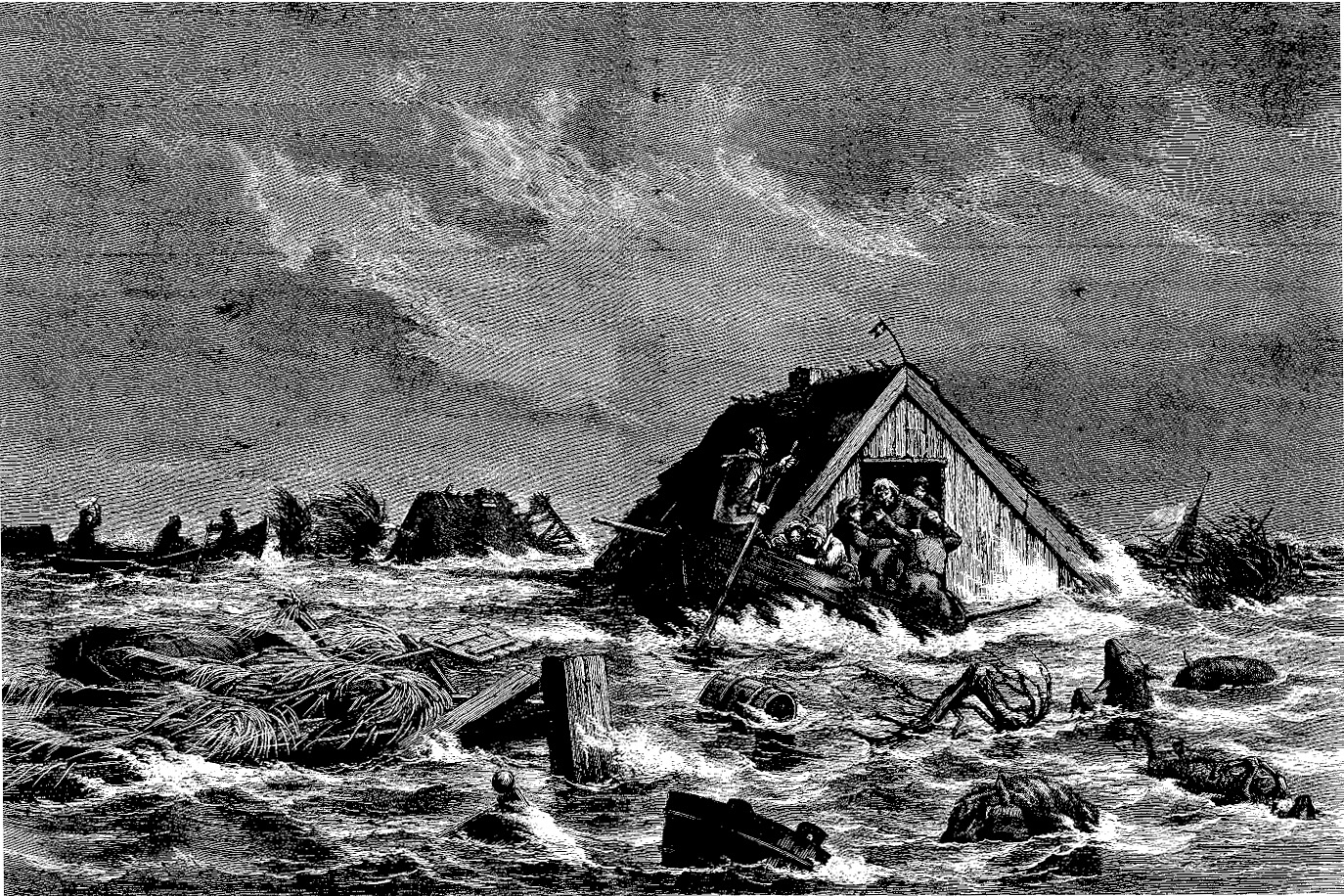
Sturmflut 1872 in Süd-Falster

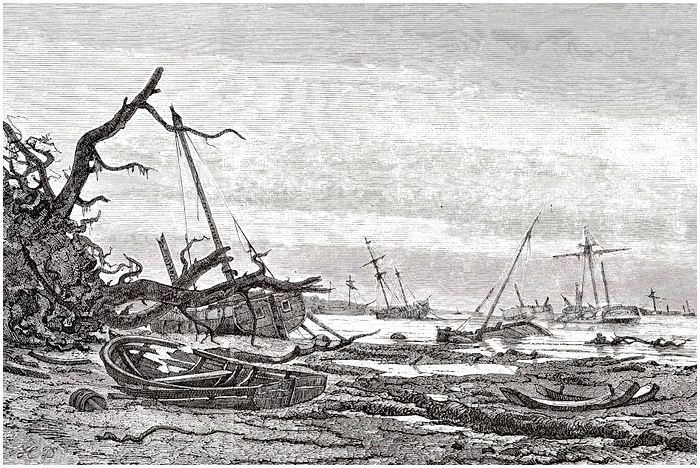
Durch die Sturmflut zerstörte Schiffe zwischen Præstø und Faxe in Dänemark

In Dänemark kamen 99 Menschen ums Leben.
Die dänischen Inseln Lolland und Falster wurden durch die Sturmflut am schwersten betroffen. Auf beiden Inseln, wo weite Landstriche unterhalb des Meeresspiegels liegen, brachen die Deiche. Auf Südfalster wurde mehr als die Hälfte der Fläche überflutet (Karte). Auf Südfalster starben 52 Menschen, davon 26 Menschen in Bøtø, 6 in Skelby und 20 in Gedesby. Auf Lolland – in Gloslunde, Hoby, Lille Skovlænge und Hummingen – starben 28 Menschen. Tausende wurden obdachlos und verloren ihren gesamten Besitz.
Das Wasser stieg an manchen Stellen 3,5 Meter über NN. Wegen Dunkelheit, Nebel und Schnee bemerkten die Anwohner in Küstennähe die Deichbrüche erst, als das Wasser bereits in ihre Häuser einzudringen begann. Sie flüchteten auf ihre Dachböden, die zur tödlichen Falle wurden, denn viele Häuser hielten dem Wasserdruck nicht stand und stürzten ein. Es gelang ihnen nicht, sich rechtzeitig aus dem Haus und hinauf in einen höher gelegenen Bereich zu retten.
Auf den Inseln Ærø und Als starben drei Menschen.
Auf Bornholm wurden die Hafenorte Allinge und Svaneke schwer getroffen, ebenso die Insel Christiansø. Die Insel Møn wurde von den Fluten vorübergehend geteilt.
An den Küsten Dänemarks strandeten oder sanken 350 Schiffe im Orkan. Dabei kamen 109 Seeleute ums Leben.

### Schleswig-Holstein

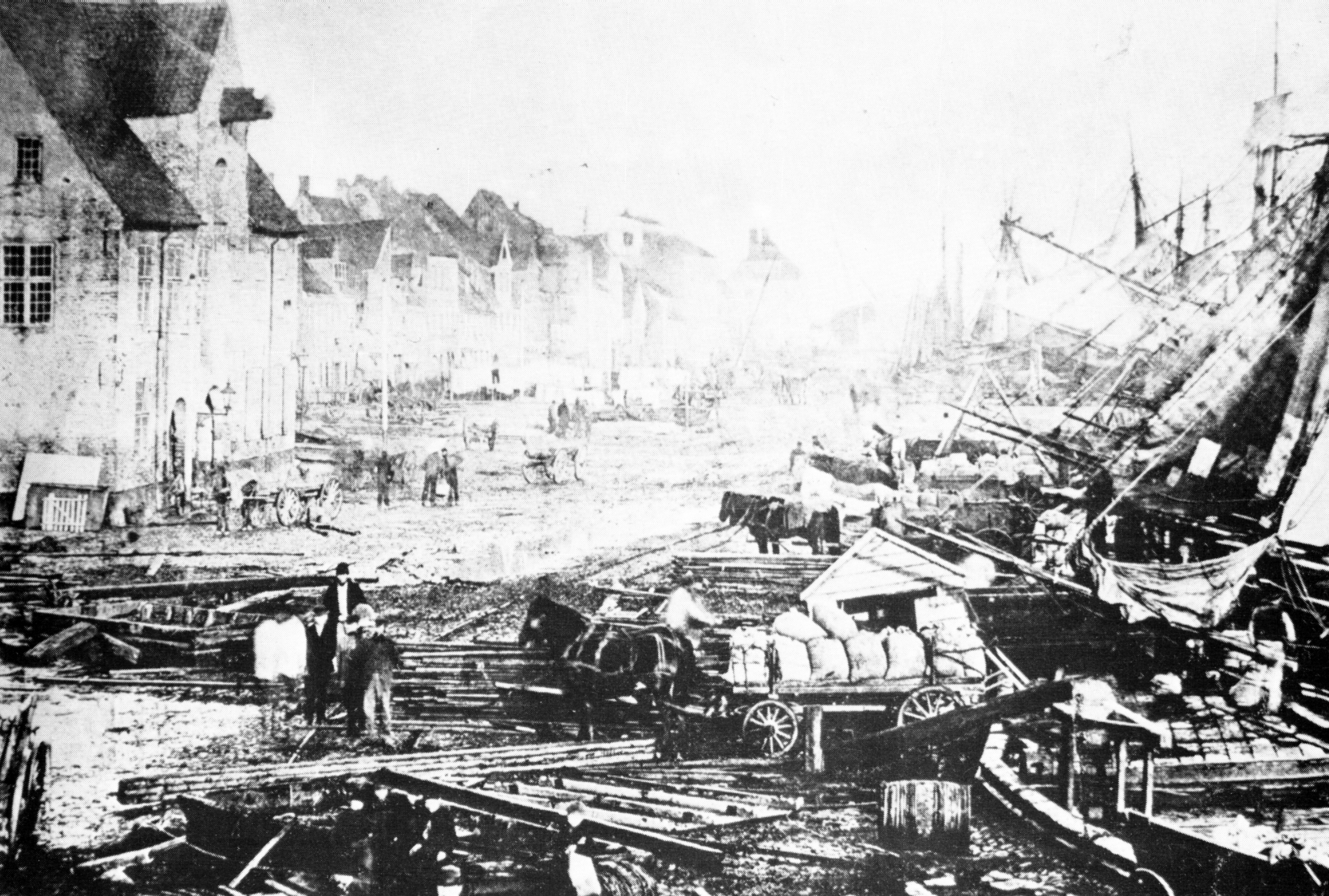
Zerstörungen im Flensburger Hafen, 1872

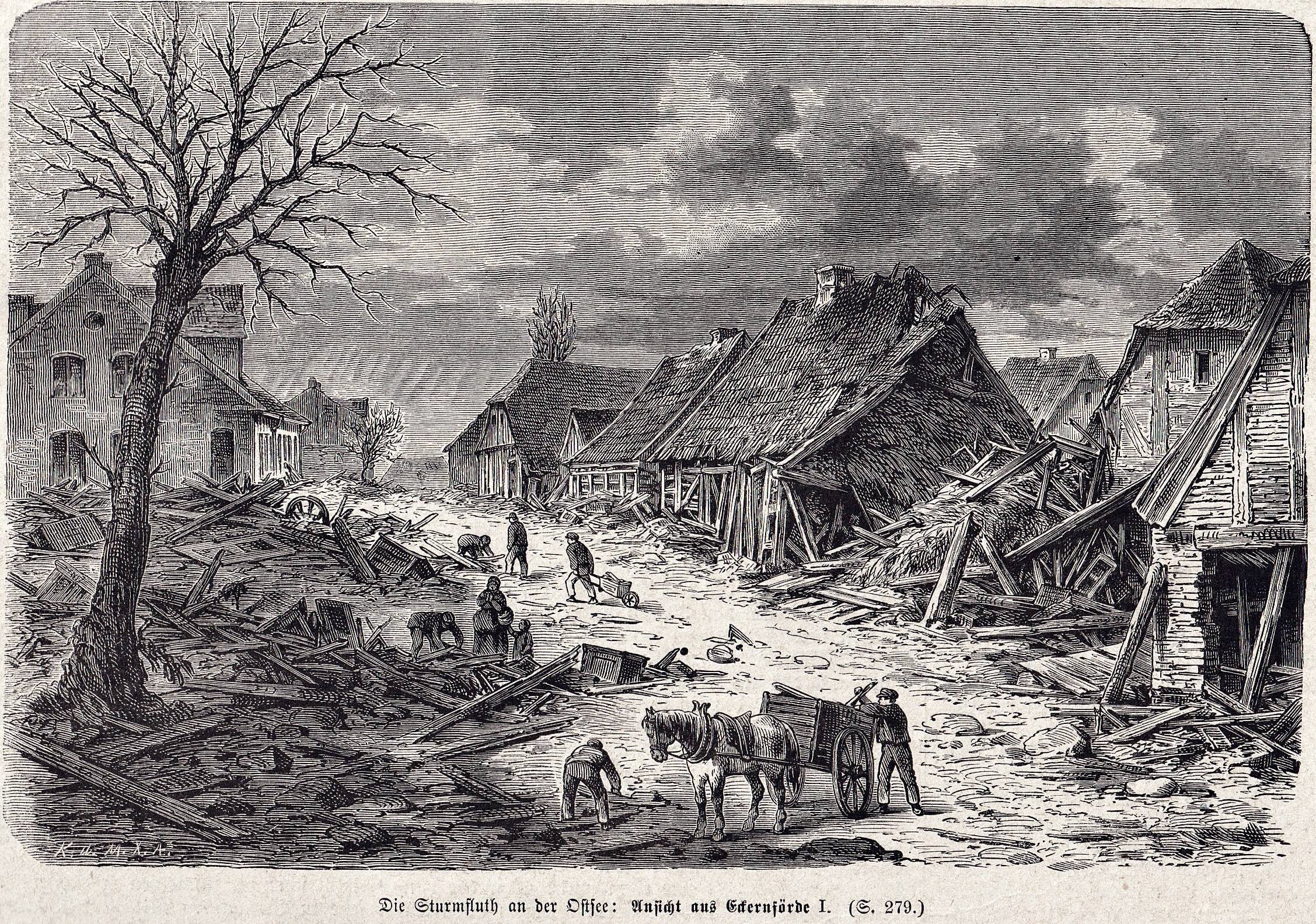
Sturmflut 1872, Eckernförde

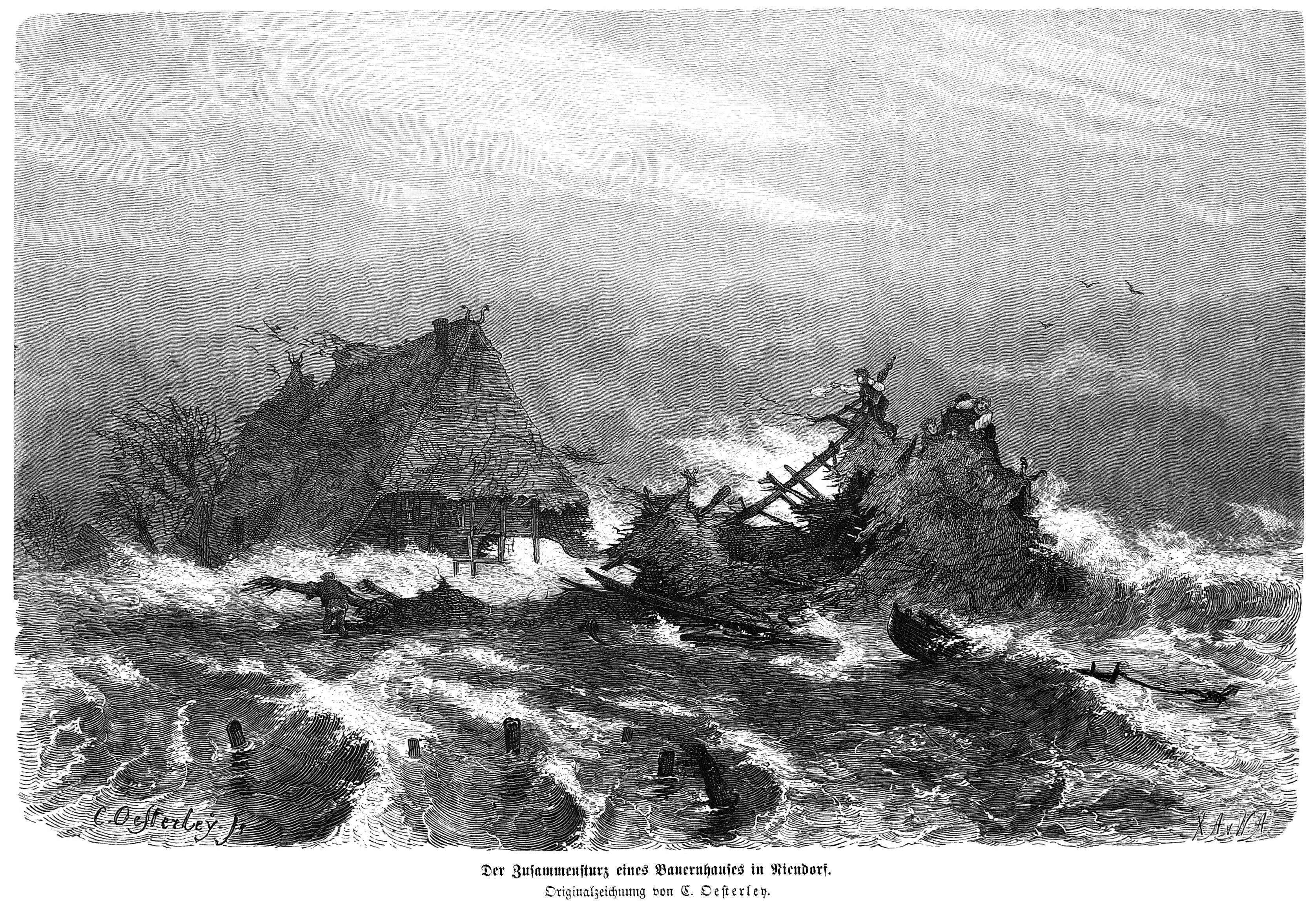
Zusammensturz eines Bauernhauses in Niendorf, 1872

In Flensburg stand das Hafenviertel unter Wasser. Ein Mann ertrank, die materiellen Schäden waren indessen begrenzt. Die an der Flensburger Förde liegenden Dörfer waren dagegen stärker betroffen. Die 10 Häuser des Fischerdorfes Wenningbund wurden durch die Flut fortgespült, ein Mann kam durch die Fluten um. Die Halbinsel Habernis am südlichen Eingang der Flensburger Förde wurde kurzzeitig zu einer Insel.
Von allen deutschen Küstenorten trug Eckernförde aufgrund seiner Lage an der weit nach Nordosten geöffneten Eckernförder Bucht die schwersten Schäden davon. Das gesamte Stadtgebiet wurde bei einer Fluthöhe von 3,76 m über NN überflutet, 87 Häuser wurden zerstört, 137 beschädigt und 112 Familien wurden obdachlos. Menschenleben waren dagegen nicht zu beklagen. Der Damm, der den Binnensee Windebyer Noor bei Eckernförde von der Ostsee trennt, wurde innerhalb von 1½ Stunden zerstört, ein gewaltiger Ostseestrom ergoss sich durch die Bruchstelle und riss Fischerboote und andere Gegenstände mit sich. Die Stadt war damit von der Außenwelt abgeschnitten.
Die Küstenorte an der Kieler Bucht, Laboe, Schönberg, Wendtorf, Stein und Strande wurden von der Sturmflut schwer getroffen, fast alle Häuser wurden zerstört, drei Menschen ertranken. Durch die eng nach Süden verlaufende Kieler Förde waren Kiel und der Hafen vor der Sturmflut weitgehend geschützt.
Die Insel Fehmarn wurde zu einem Drittel ihrer Fläche – vor allem die Südostküste – überschwemmt, 53 Wohnhäuser und zahlreiche Stallungen und Scheunen wurden zerstört, 366 Häuser wurden beschädigt. Fünf Menschen kamen auf der Insel ums Leben. Am anderen Ufer des Fehmarnsunds, in Heiligenhafen, wurden etwa 40 Häuser zerstört, Menschenleben waren nicht zu beklagen.
Die Sperrwerke des Oldenburger Grabens zu beiden Enden des Kanals, bei Weissenhaus an der Hohwachter Bucht und bei Dahme an der Lübecker Bucht, sowie die anschließenden Deiche wurden durch die Sturmflut zerstört. Auf der Westseite drang die Flut bis Oldenburg vor und beschädigte 20 Häuser, ein Mann kam ums Leben. Auf der Ostseite drang die Flut bis nach Grube vor und zerstörte 9 Häuser, 69 wurden schwer beschädigt. Ein Mensch kam ums Leben, 61 Familien mit 216 Personen wurden obdachlos.
Bei Dahme brach der Deich, woraufhin der südliche Teil des Ortes in nur wenigen Minuten bis zu zwei Meter unter Wasser stand. 20 Häuser wurden vollständig zerstört, 50 weitere schwer beschädigt. 10 Menschen kamen in den Fluten um, 300 wurden obdachlos.
Bei den Nachbarorten Kellenhusen und Grömitz brachen auch die Deiche, die trockengelegten Weideländer wurden überflutet, Menschen und Gebäude kamen nicht zu Schaden. Ähnlich verhielt es sich bei Neustadt, das mit dem Binnenwasser über eine große Polderfläche verfügt und damit der Flut die Zerstörungskraft nahm.
Die Küstenorte der Lübecker Bucht, Sierksdorf, Haffkrug, Scharbeutz und Niendorf lagen dagegen im Zentrum der Katastrophe. Die Orte, die noch über keinen Küstenschutz verfügten, wurden zum größten Teil überschwemmt. Hier starben 9 Menschen, davon allein 5 Menschen in Scharbeutz. In Haffkrug und Sierksdorf wurden etwa 20 Häuser, weitere schwer beschädigt.
Das Fischerdorf Niendorf, das auf einer flachen Nehrung zwischen der Ostsee und dem Hemmelsdorfer See liegt, wurde weitgehend überschwemmt. Vier Menschen ertranken, 12 Wohnhäuser wurden zerstört, weitere 14 wurden schwer beschädigt, etwa 38 Familien mit 138 Personen wurden obdachlos.
In Travemünde wurden am ungeschützten Küstenbereich mehrere Gebäude zerstört. 14 Schiffe, die zum Schutz vor dem Orkan den Hafen anliefen, strandeten vor Travemünde oder auf dem Priwall. Das Sturmhochwasser breitete sich über die Trave bis nach Lübeck aus, wodurch alle Straßenzüge der Unter- und Obertrave und an der Wakenitz einen Meter hoch unter Wasser standen.

### Mecklenburg und Vorpommern

Gedenkstein für das Vorwerk Damerow, welches 1872 und 1874 von Sturmfluten zerstört wurde

In Mecklenburg und Vorpommern kamen 32 Menschen durch das Sturmhochwasser ums Leben. Boltenhagen – mit seiner breiten nach Nordosten geöffneten Bucht zur Ostsee – war dem Orkan und den Wellen frontal ausgesetzt. Sämtliche Häuser entlang des Strandes wurden unterspült, die meisten stürzten ein. Die Menschen konnten sich auf der nahe gelegenen Anhöhe, auf der sich der Rohbau der neuen Paulskirche befand, retten, kein Mensch kam ums Leben.
Die Hafenstadt Wismar mit der auf einem Hügel liegenden Altstadt wurde durch die Sturmflut zur Insel. Die tieferen Bereiche des Hafens standen meterhoch unter Wasser, mehrere Gebäude wurden zerstört. Auch Warnemünde wurde zur Insel. Die Menschen konnten sich auf die höher gelegene Schifferkirche retten.
Nordwestlich von Rostock wurde der slawische Burgwall Schmiedeberg in Rerik weitgehend abgetragen.
Der nach Norden zur See ausgerichtete Küstenabschnitt der Halbinseln Darß und Zingst zeigte ein Bild der totalen Zerstörung, in Prerow kamen 15 Menschen und in Zingst sechs weitere Menschen ums Leben.
In Venzvitz auf Rügen kamen durch das Unwetter acht Menschen ums Leben. Die im Windschatten von Rügen liegende Insel Hiddensee wurde vom Orkan schwer getroffen. Südlich von Neuendorf erlitt die Insel einen 120 Meter breiten und sechs Meter tiefen Durchbruch. In Neuendorf wurden 52 von 57 Häusern beschädigt, alle Fischer verloren ihre Boote. Nach der Sturmflut wurde bei Neuendorf der vermutlich durch die Flut freigelegte oder aus einem gestrandeten Schiff stammende Hiddenseer Goldschmuck entdeckt.
Die Insel Vilm an der Südküste der Insel Rügen wurde in ihrem mittleren Teil an zwei Stellen durchbrochen.
Im Greifswalder Ortsteil Wieck wurden fast alle Gebäude zerstört und neun Menschen ertranken. Die Trümmer der Häuser trieben bis in die Innenstadt von Greifswald.
Peenemünde im Norden der Insel Usedom wurde komplett überschwemmt. An der schmalsten Stelle der Insel, zwischen der Ostsee und dem Achterwasser, zwischen den Ortschaften Koserow und Zempin, durchbrach die 2,50 Meter hohe See die Insel. Der dort befindliche Ort Damerow wurde mit seinen fünf Häusern komplett zerstört. Menschenleben waren nicht zu beklagen.

## Langfristige Auswirkungen

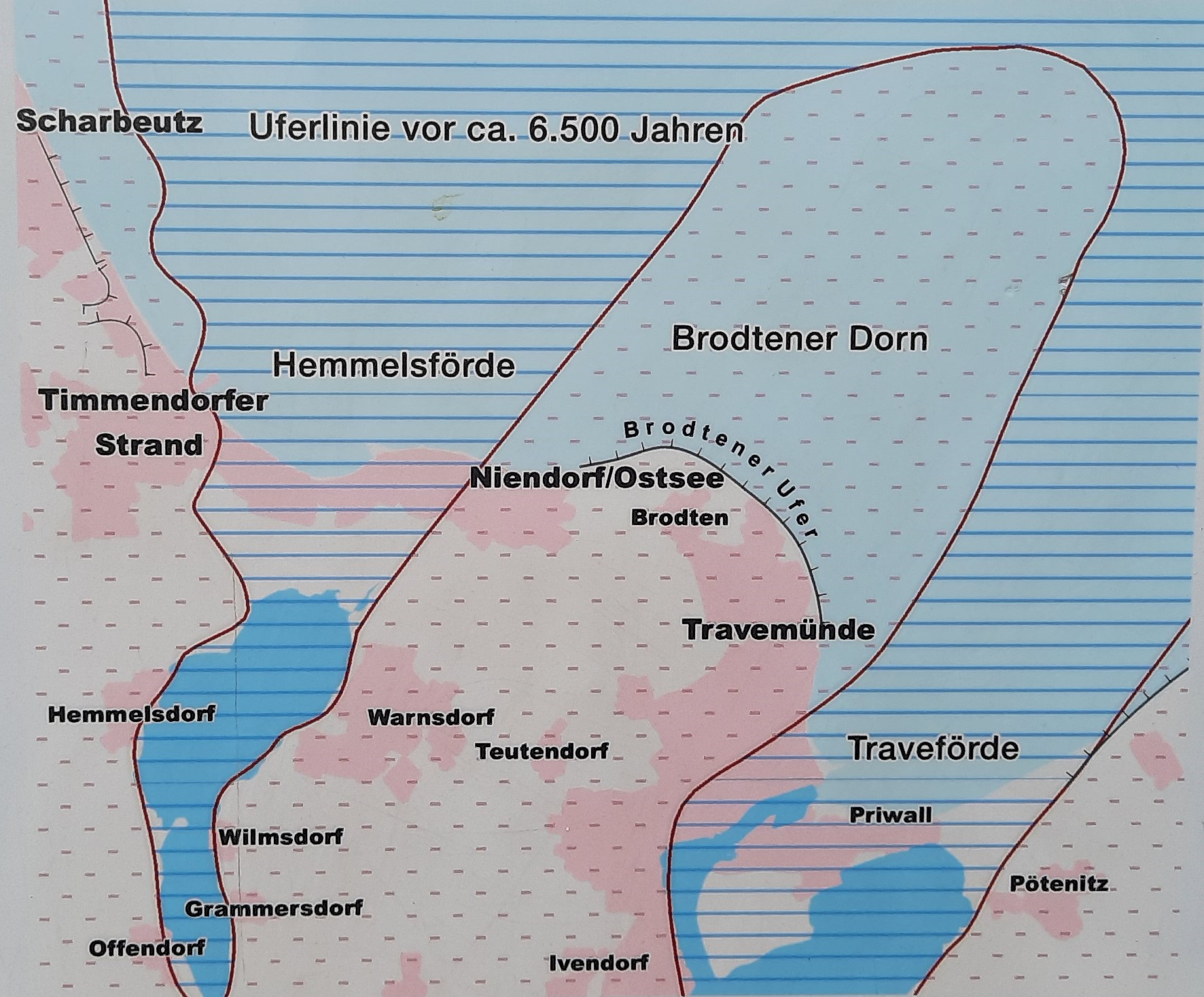
Hemmelsförde (Ausschnitt aus Info-Tafel Brodtener Ufer)

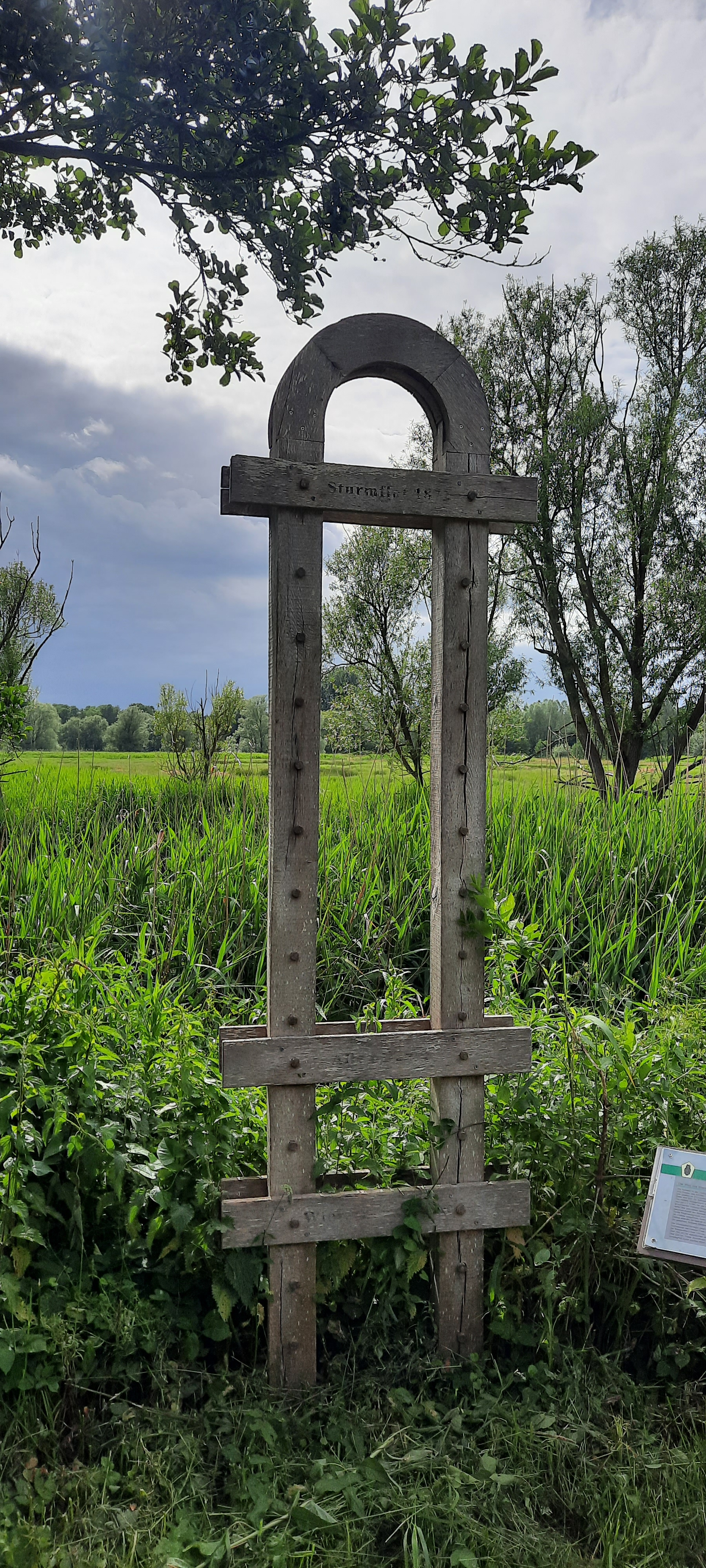
Flutstele der Hochwasserstände an der Aalbeek, oberer Balken Wasserstand 1872

Bei diesem Sturmhochwasser, das auch Prerow auf dem Darß weit überflutete, versandete der Prerower Strom, der bis dahin die damalige Insel Zingst vom Darß trennte. 1874 wurde der Prerow-Strom dann endgültig zugeschüttet und mit einem Deich gesichert; Zingst wurde dadurch zu einer Halbinsel.
Das Koserower Vorwerk Damerow wurde zerstört und die Insel Usedom bei Koserow in zwei Teile geteilt. Nachdem ein weiteres Sturmhochwasser im Februar 1874 die Reste der Gebäude zerstörte und eine bis zu 60 cm starke Sandschicht hinterließ, wurde Damerow aufgegeben.
Der Ausfluss der Aalbeek in Niendorf in die Ostsee wurde von der 3,30 Meter hohen See überflutet, die bis zum Hemmelsdorfer See vordrang. Es entstand über Nacht ein hunderte Meter breiter Ausgang des Hemmelsdorfer Sees zur Ostsee, der die Gestalt der eiszeitlichen Hemmelsförde – vor etwa 6.500 Jahren – annahm. Mit dem massiven Eintrag des salzhaltigen Ostseewassers überlebten nahezu keine Tiere und Pflanzen des Hemmelsdorfer Sees. Periodische Messungen des Salzgehaltes zeigten, dass es etwa 60 Jahre – bis Mitte der 1930er Jahre – gedauert hat, bis der See salzfrei war.

## Einordnung
Dieses Sturmhochwasser ist statistisch als Jahrtausendereignis zu werten. Ein Sturmhochwasser ähnlichen Ausmaßes würde heute wesentlich größere Schäden anrichten, da die Küstengebiete dichter besiedelt sind als seinerzeit.
Da das Sturmhochwasser von 1872 den mit Abstand höchsten jemals gemessenen Wasserstand in der deutschen Ostsee mit sich brachte, wird dieser Wasserstand, abgesehen von einigen Boddengebieten, als Bemessungsgrundlage für Küstenschutzbauwerke verwendet.

## Hochwassermarken
An vielen Orten erinnern Hochwassermarken an den Hochwasserstand von 1872. In Lübeck-Schlutup wurde erst im Jahr 2013 im Vorgarten des Hauses Küterstraße 4 in knapp 200 Meter Entfernung von der Trave ein kleiner Gedenkstein an das Hochwasser von 1872 mit Wasserstandsmarkierung aufgestellt.
Eine Auswahl von Hochwassermarken:

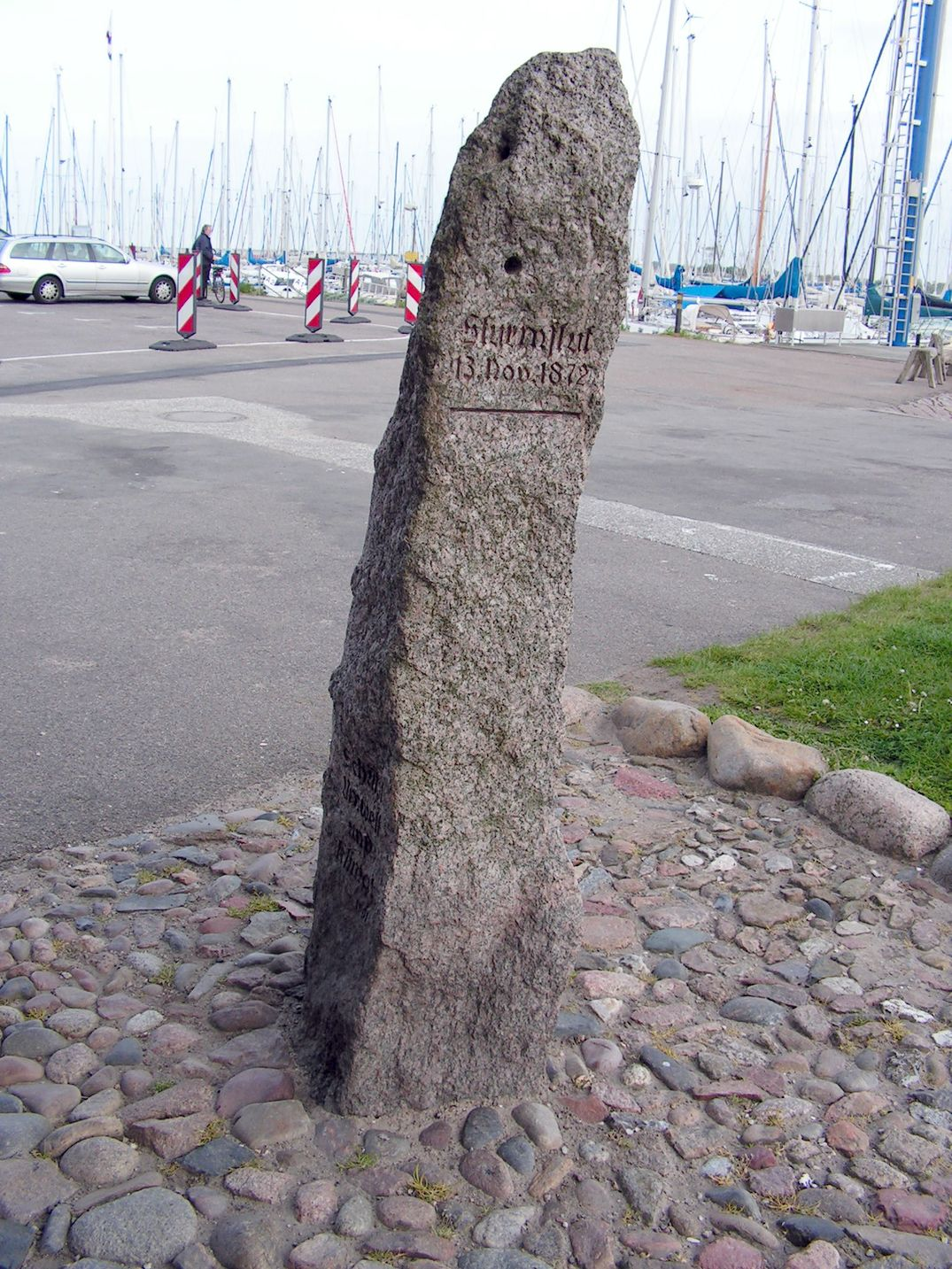
Hochwassermarke Maasholm (Schlei) Hafen
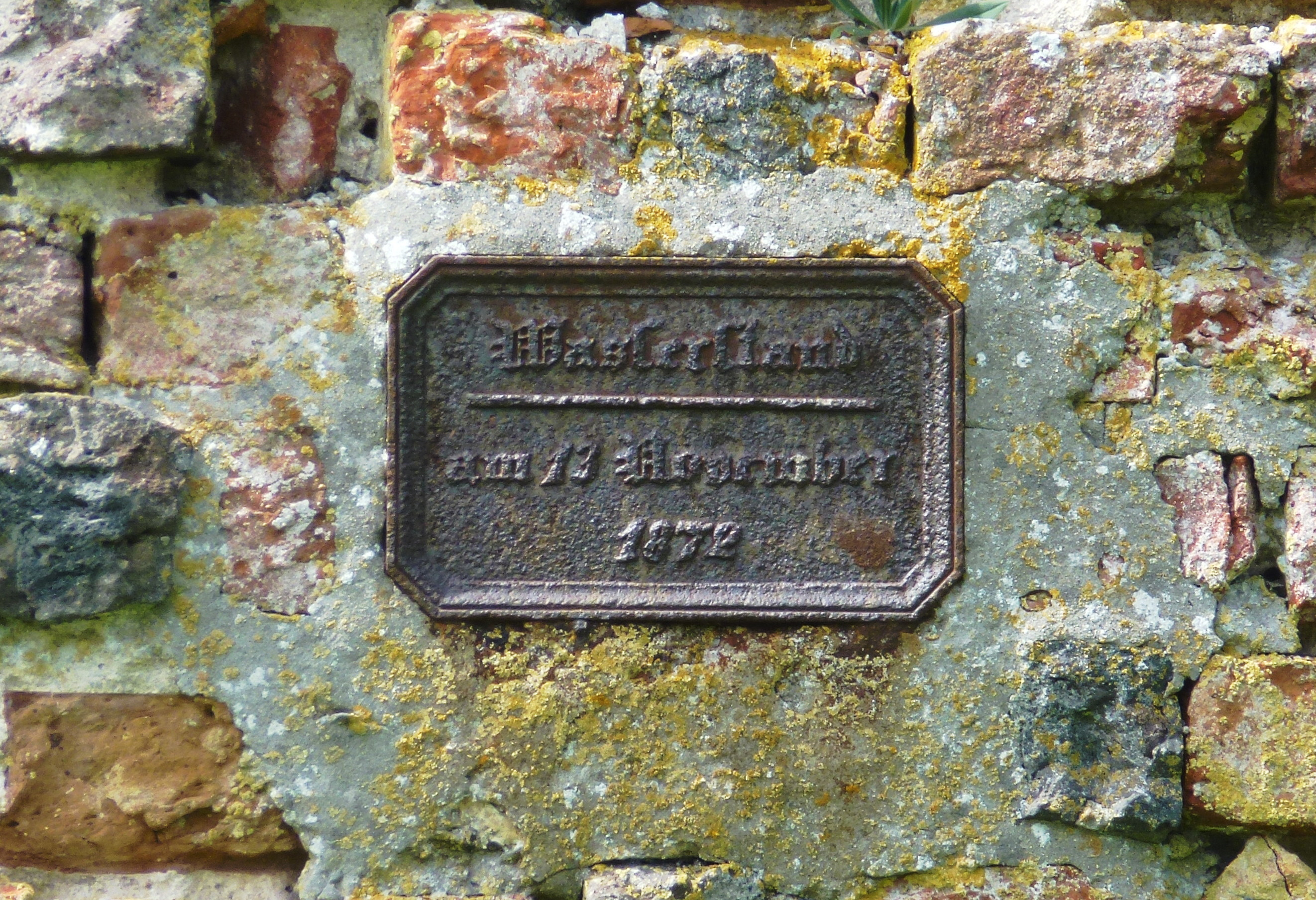
Hochwassermarke an der Burgruine Glambek, Fehmarn
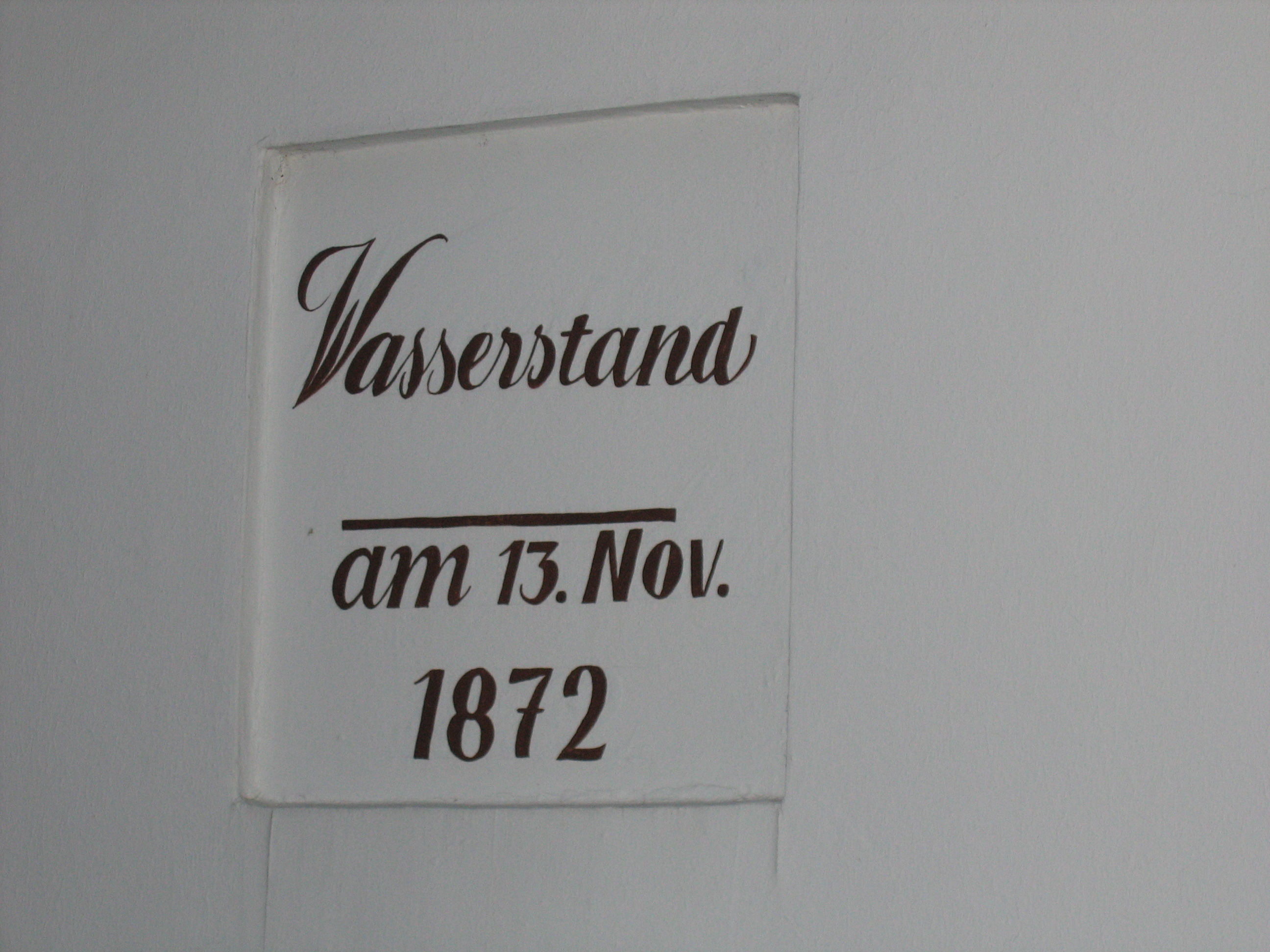
Hochwassermarke in Dahme (Holstein)
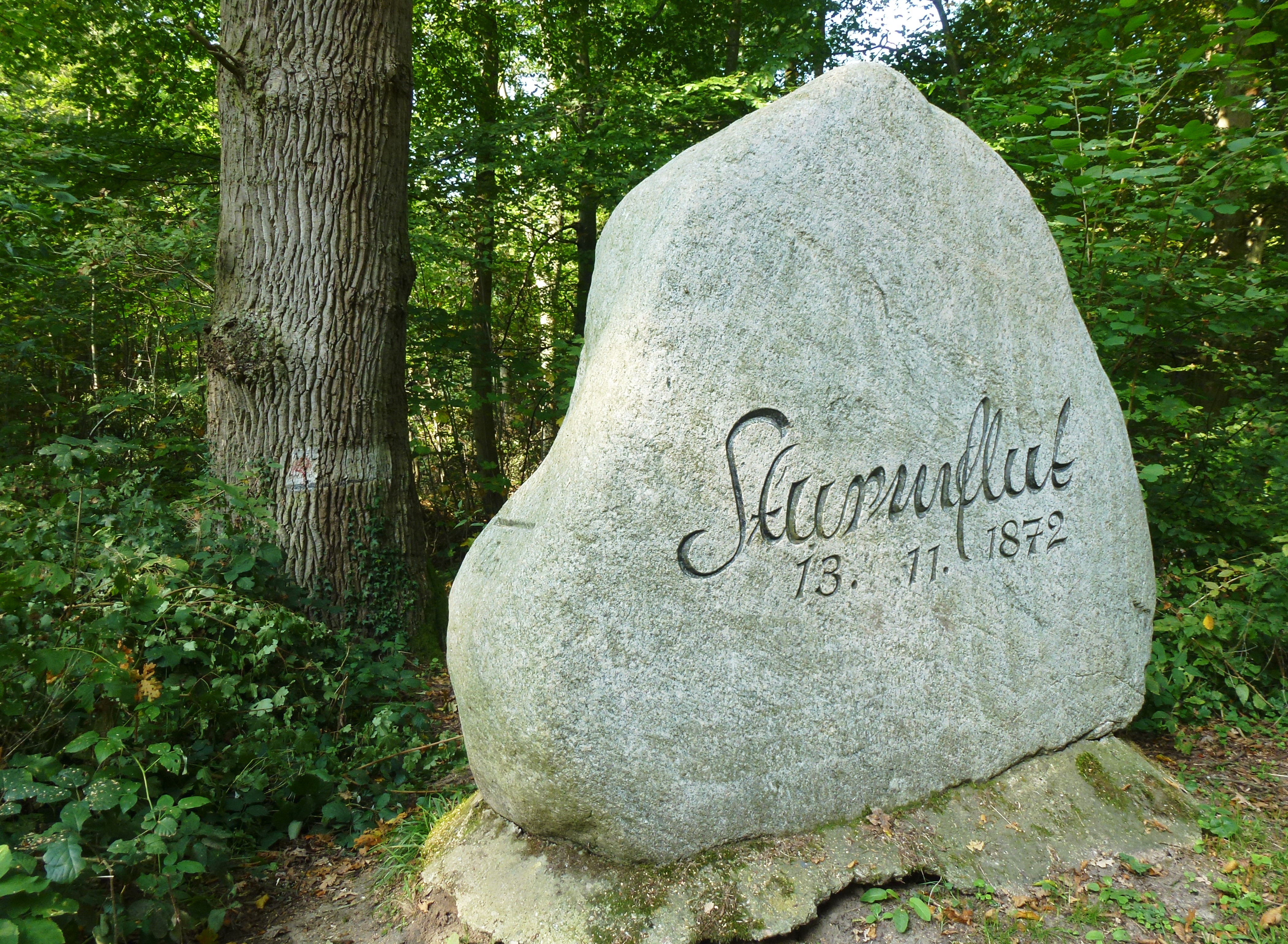
Gedenkstein und Wasserstandseiche im Kellenhusener Forst
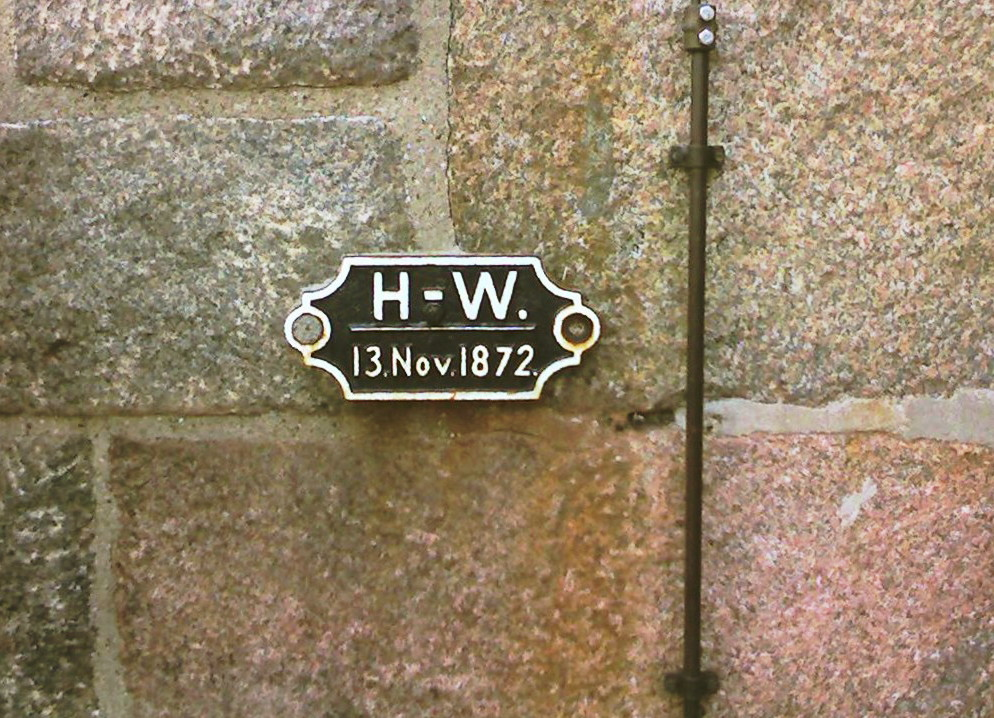
Hochwassermarke am alten Travemünder Leuchtturm
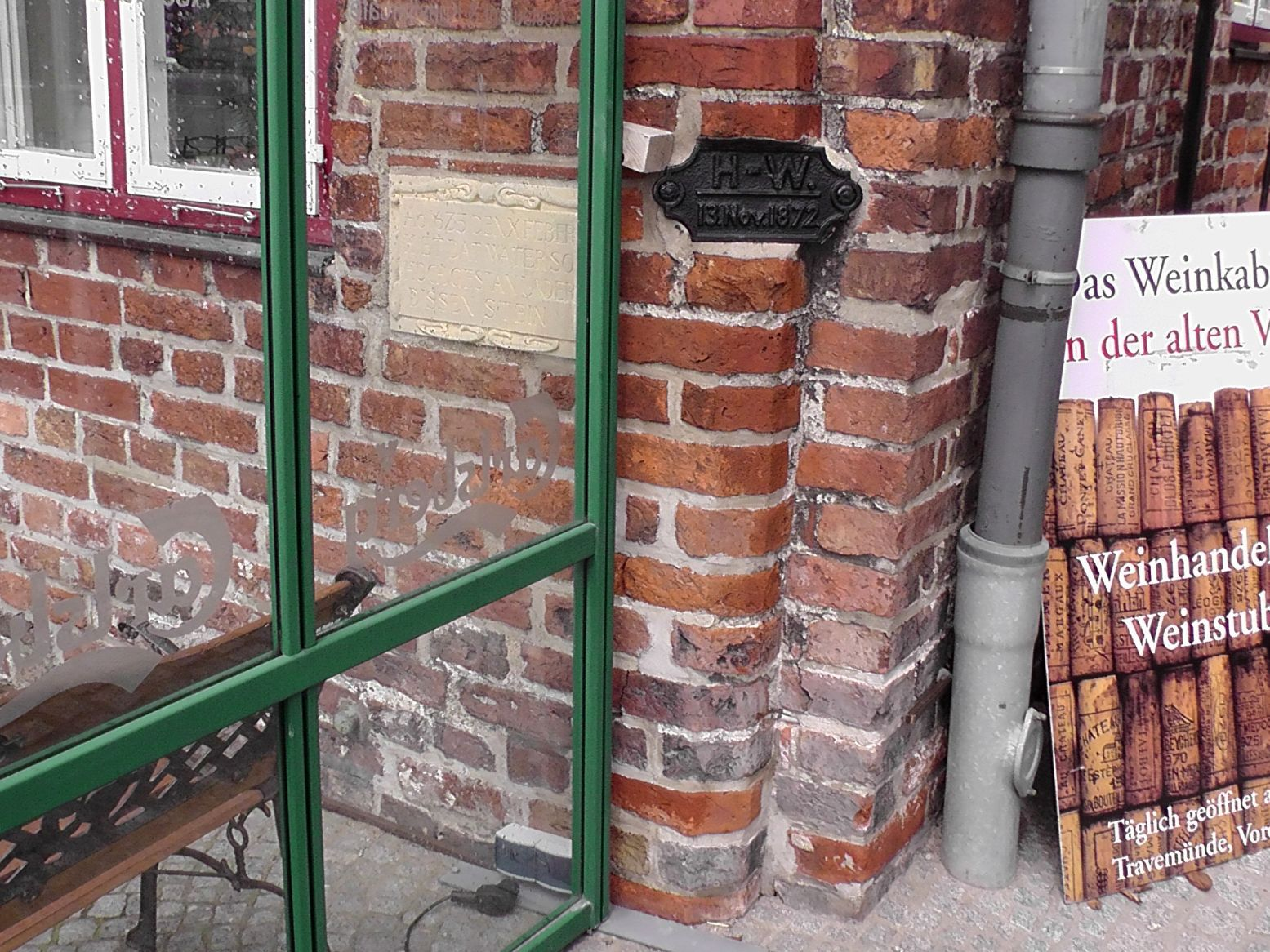
Hochwassermarken von 1625 und 1872 Travemünde
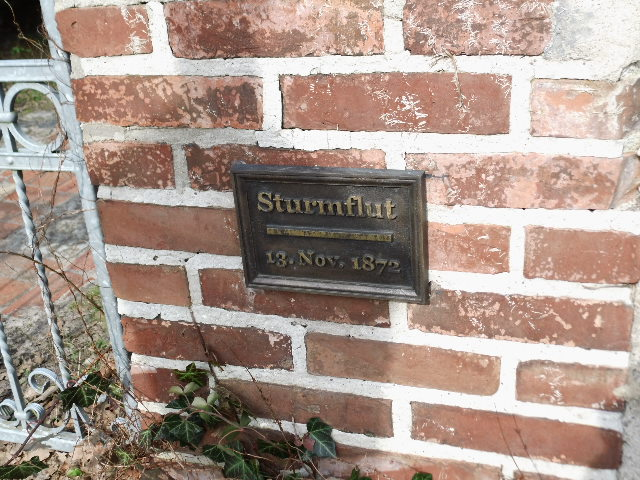
Flutmarke Prerow von 1872
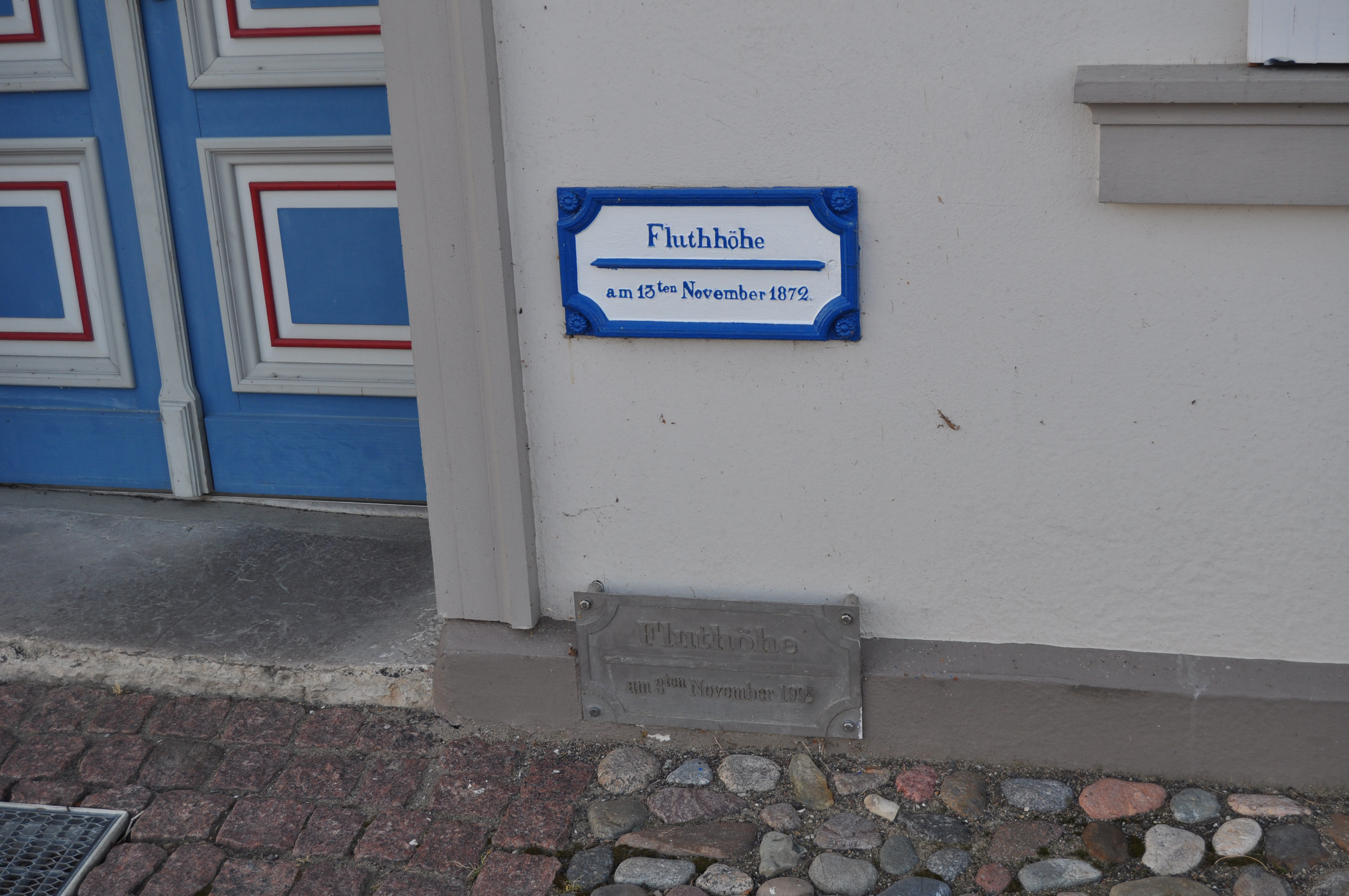
Hochwassermarken am Hafenamt Wieck von 1872 (=2,64 m) und 1995 (=1,94 m)
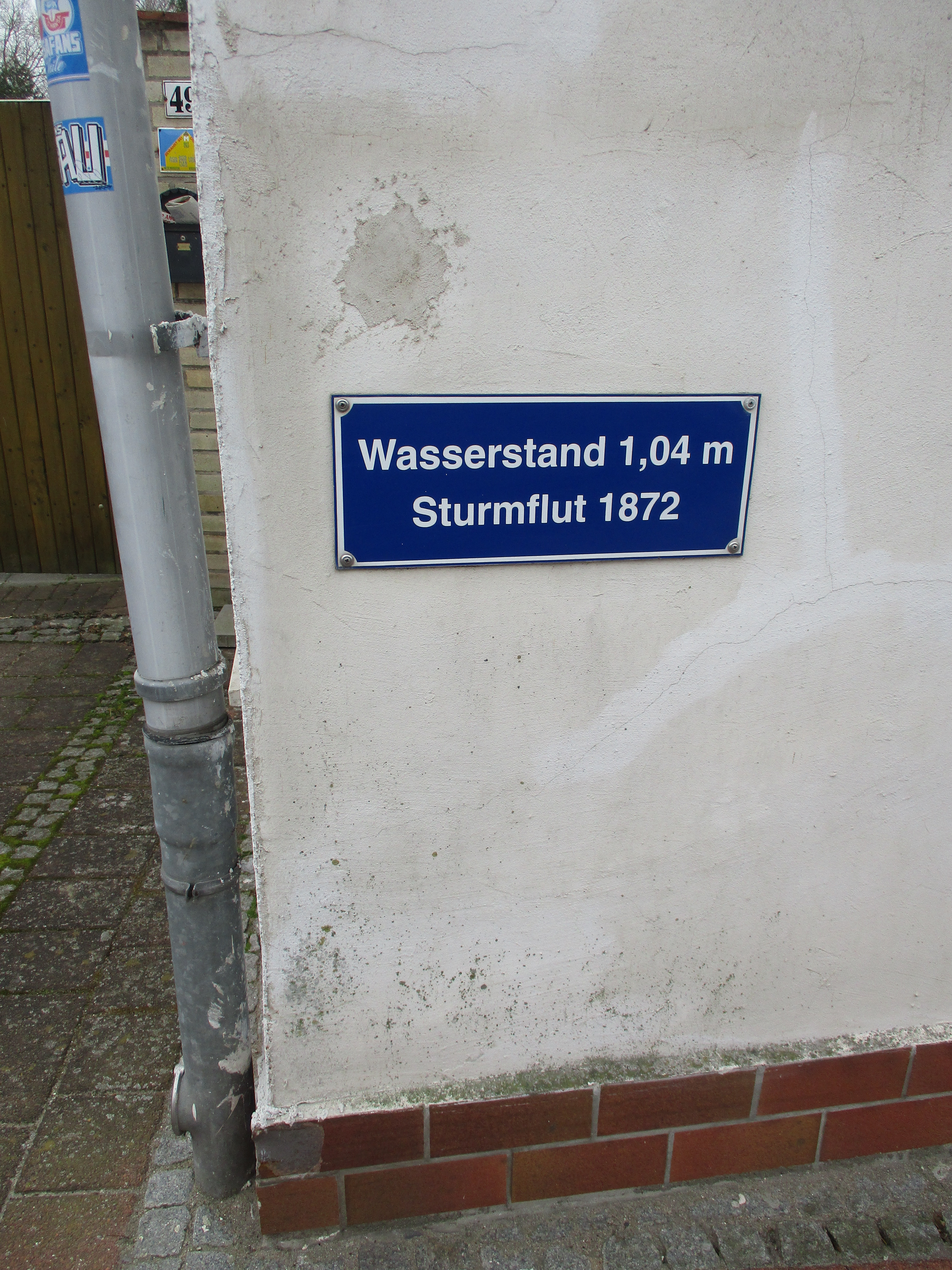
Flutmarke von 1872 in Damgarten